# ای‌بی‌سی استورز
ای‌بی‌سی استورز (انگلیسی: ABC Stores) شرکت خرده‌فروشی آمریکایی است، که در سال ۱۹۶۴ توسط سیدنی کوساسا تأسیس شد.